# Liechtenstein nos Jogos Olímpicos de Inverno de 1998
Liechtenstein participou dos Jogos Olímpicos de Inverno de 1998 na cidade de Nagano, no Japão. Nesta edição o país não teve medalhistas